# 啄木鸟伍迪
啄木鸟伍迪（英語：Woody Woodpecker）是美国同名动画片的主角。该片最早由环球影业发行，由Walter Lantz制作室负责制作。伍迪是一名卡通界“捣蛋角色”，虽然不是此类角色的始祖，但却是同类角色中最出名的之一。

## 媒體作品

### 動畫
- 《啄木鳥伍迪（英语：The Woody Woodpecker Show）》（1957–1977）
- 《新啄木鳥伍迪（英语：The New Woody Woodpecker Show）》（1999–2003）
- 《啄木鳥伍迪（英语：Woody Woodpecker (2018 web series)）》（2018–2022）

### 電影
- 《啄木鳥伍迪》（2017）
- 《啄木鳥伍迪來去夏令營（英语：Woody Woodpecker Goes to Camp）》（2024）